# سيف الرحبي
سيف الرحبي شاعر وكاتب عماني ورئيس تحرير مجلة نزوى الثقافية الفصلية التي تصدر في مسقط. ولد في قرية سرور بولاية سمائل بالمنطقة الداخلية سنة 1956. درس في القاهرة وعاش في أكثر من بلد عربي وأوروبي، عمل في المجالات الصحافية العربية. ترجمت مختارات من أعماله الأدبية إلى العديد من اللغات العالمية كالإنكليزية، الفرنسية، الألمانية، الهولندية، البولندية، وغيرها.

## من أعماله
- نورسة الجنوب (دمشق 1980)،
- الجبل الأخضر، شعر (دمشق 1981)،
- أجراس القطيعة، شعر (باريس 1984)
- رأس المسافر، شعر (الدار البيضاء، 1986)
- ذاكرة الشتات مقالات (اتحاد كتاب وأدباء الإمارات - الشارقة، 1992)
- مدية واحدة لا تكفي لذبح عصفور
- رجل من الربع الخالي
- مقاطع من سيرة طفل عمانيمقالات، (1991)

- منازل الخطوة الأولى، مقالات (دمشق 1999),
- الجندي الذي رأي الطائر في نومه، (كولونيا – بيروت 2000)ألمانيا 2000)،
- قوس قزح
- حوار الأمكنة و الوجوه
- أرق الصحراء
- منازل الخطوة الأولى

## الجوائز
في 2013، نال جائزة السلطان قابوس للثقافة والفنون والآداب في دورتها الثانية في فرع الآداب عن مجال الشعر العربي الفصيح.